# Michał Kurzyński
Michał Kurzyński (ur. 7 lipca 1946 w Poznaniu, zm. 24 maja 2023 tamże) – polski fizyk, profesor nauk fizycznych, specjalizuje się w biofizyce, fizyce statystycznej oraz teorii ciała stałego, nauczyciel akademicki Uniwersytetu im. Adama Mickiewicza w Poznaniu.

## Życiorys
Fizykę ukończył na poznańskim UAM w 1968, a doktorat uzyskał w 1973. Tytuł naukowy profesora nauk fizycznych został mu nadany w 1993 roku. Na Wydziale Fizyki UAM pracuje jako profesor zwyczajny w Zakładzie Teorii Ciała Stałego. Prowadzi zajęcia m.in. z biofizyki, teorii automatów, termodynamiki nierównowagowej oraz struktury wszechświata. Jest członkiem Polskiego Towarzystwa Fizycznego. Jako profesor wizytujący wykładał także w Uniwersytecie Paris-Nord, kanadyjskim Uniwersytecie Alberty oraz w belgijskim Katolickim Uniwersytecie w Lowanium.
Autor monografii Effects of strong electron-lattice coupling in transition metal compounds (Wydawnictwo Naukowe UAM, 1978). Napisał także Koniecznosc i przypadek w fizyce. Od demona Laplace'a do zlamanej ergodycznosci (wyd. 1993), a także: Introduction to Molecular Biophysics (wraz z J. Tuszyńskim, CRC Press, Boca Raton, 2003) oraz The Thermodynamic Machinery of Life (Frontiers Collection, Springer, 2006).
Swoje prace publikował m.in. w "Physical Review", "Journal of Physics C: Solid State Physics", "Acta Physica Polonica" oraz "Physica".
W 1998 został odznaczony Krzyżem Kawalerskim Orderu Odrodzenia Polski.